# Sonor
Sonor [zoˈnoːɐ̯] (lat. sonor ‚tief‘, ‚klangvoll‘) ist ein deutsches Unternehmen mit Sitz in Bad Berleburg-Aue, das Schlaginstrumente für die Bereiche Schlagzeuge, Perkussion, Marschmusik, Konzert und Orff sowie passendes Zubehör produziert.

## Unternehmensentwicklung

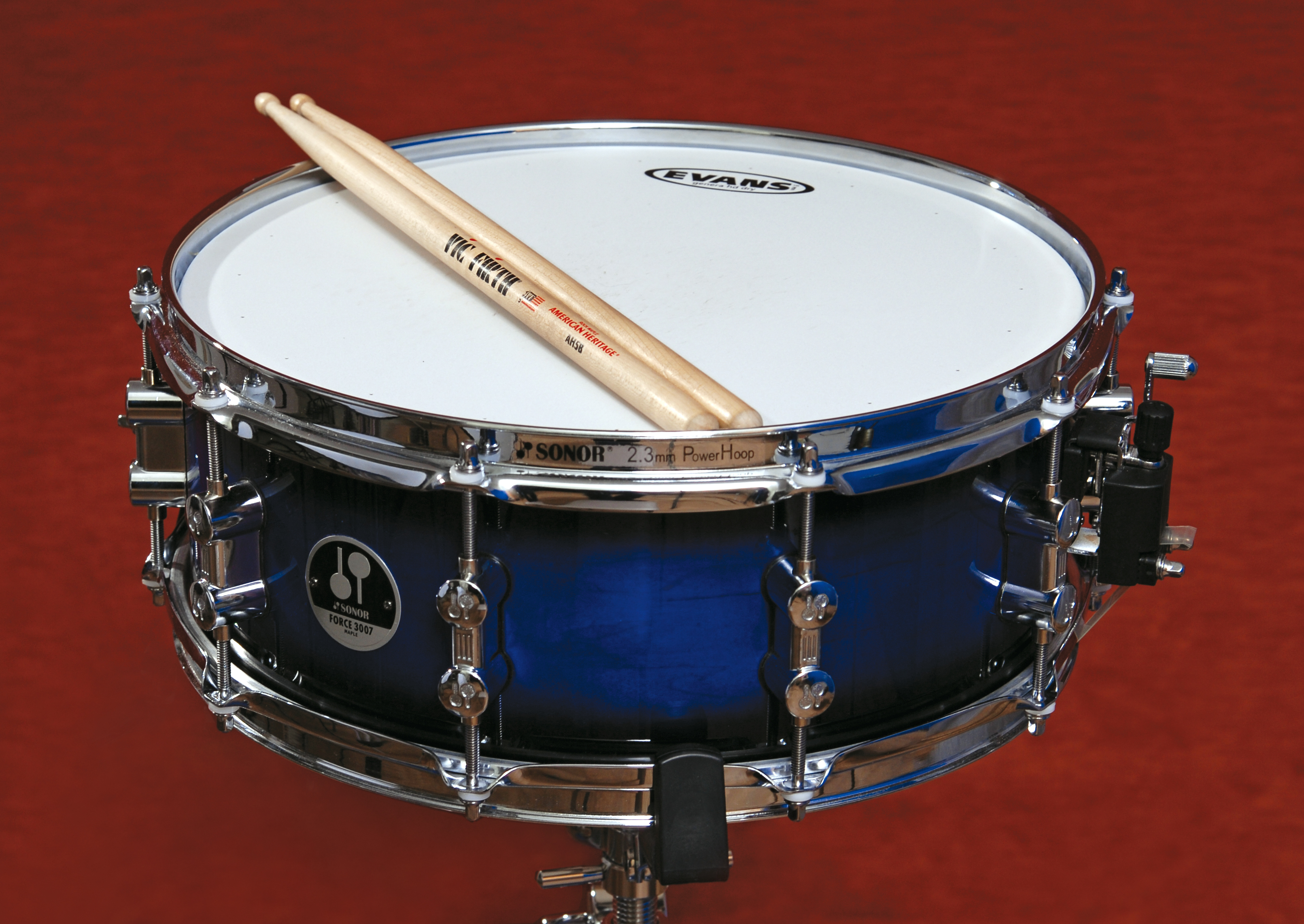
Snaredrum von Sonor

Im Jahre 1875 wurde Sonor in Weißenfels an der Saale durch den Drechsler Johannes Link (geb. 1847 in Forheim) als Hersteller von Natur-Trommelfellen und Militärtrommeln gegründet. Drei Jahre später baute das Unternehmen die Produktionsstätte aus und zog in die Leipziger Straße um. Auch die Produktion wurde weiter vergrößert. Um die Jahrhundertwende (1900) begann man, auch Pauken, Kreuztrommeln, Xylophone, Becken, Triangeln und kleinere Schlaginstrumente herzustellen.
1907 wurde Sonor als Markenzeichen beim Kaiserlichen Patentamt in München eingetragen. 1914 starb der Gründer Johannes Link, Nachfolger wurde sein Sohn Otto Link. Trotz der Wirren des Weltkriegs eröffnete das Unternehmen ein zweites Werk in Markneukirchen. Zwei Jahre später wurde das Stammwerk in der Leipziger Straße bei einem Brand weitgehend zerstört. Um den Verlust der Anlagen schnell zu kompensieren, wurde die nahegelegene Fabrikanlage „Am Bad“ in Weißenfels erworben. 1925 beschäftigte das Unternehmen schon circa 145 Mitarbeiter. Etwa zu jener Zeit erschien der erste Sonor-Schlagzeug-Katalog, 1930 der erste Spezialkatalog nur mit Jazzinstrumenten.
Nach dem Zweiten Weltkrieg wurde der Geschäftssitz enteignet, später verstaatlicht. Otto Link entging nur knapp einer drohenden Festnahme und entschied sich zusammen mit seinem Sohn Horst Link zur Flucht nach West-Berlin. Otto Links Frau gelang später ebenfalls die Flucht. Dafür gründete man das Unternehmen 1946 im westfälischen Aue neu. 1950 bereits erschien der erste Sonor-Schlagzeugkatalog mit 13 Seiten. 1952 erschien der zweite mit 31 Seiten. Im Jahr 1953 nahm man Orff-Instrumente in die Produktpalette auf. 
Als Otto Link 1955 starb, ging die Leitung von Sonor an seinen Sohn Horst Link über. Dieser wollte das Unternehmen wieder zu alter Größe zurückführen und baute die Produktion und die Produktpalette kontinuierlich aus. 1956 erschien der dritte Sonor-Schlagzeug/Musikinstrumentenkatalog mit über 100 Seiten. Einige der bekanntesten Jazz-Stars jener Zeit wie Kenny Clarke, Connie Kay oder auch Lionel Hampton spielten damals Sonor-Instrumente.
1991 folgte der Anschluss an den Hohner-Konzern, 1997 kooperierte das Unternehmen mit der taiwanisch geführten KHS-Unternehmensgruppe. Die Produktion preisgünstiger Schlagzeuge und Schlagzeug-Komponenten wurde nach Tianjin in China verlagert. 

## Besondere Errungenschaften und Erfindungen
Schlagzeug
- 1900 – weltweit erste Fußmaschine
- 1935 – weltweit erste Doppelfußmaschine (Duplex)
- 1930 – Snare-Drum mit 3-fach-Teppichabhebung
- 1935 – Fußmaschine und erste Hi-Hat
- 1955 – erstes Schlagzeugset mit Concert-Toms
- 1973 – Champion-Serie: Schlagzeug-Set in Palisander (erstmals mit vertikal geschnittenem Furnier)
- 1980 – Erste Einsäulen-Fußmaschine
- 1988 – Signature-HLD-590-Snare-Drum aus Glockenbronze, mit 15 kg die schwerste Snare-Drum

## Serien
- 1960er – Big Beat
- 1960er – Rocker 2000
- 1965 – Teardrop
- 1969 – Champion
- 1970 – Super Champion
- 1970er – Action (Nachfolger des Rocker 2000)
- 1970er – Swinger
- 1975 – Phonic
- 1983 – Lite
- 1981 – Signature (Nachfolger des Phonic)[6]
- 1981 – Champion (Taiwan) (Nachfolger des Action)
- 1982 – Super Champion (Taiwan)
- 1985 – Performer (Nachfolger des Super Champion; wieder deutsche Produktion)
- 1987 – Panther
- 1987 – Signature Lite
- 1990 – International
- 1990 – Sonor Signature Jet Set (Limited edition)
- 1990er – Hilite
- 1990er – Hilite Exklusive
- 1990er – Force-Serien (1000, 2000, 3000, Maple, 503/5/7, 1003/5/7, 2003/5/7, 3003/5/7)
- 1993 – Hilite Nussbaum
- 1994 – Designer-Serie, erste Custom-Serie
- 1995 – Sonic Plus (Birke) made in Germany, quasi Nachfolger des Force 3000
- 1997 – Sonic Plus II (Maple Mahagoni) made in China
- 1997 – S-Class (Birke, Maple) und S-Class Maple
- 2000 – S-Class-Pro-Serie, Delite-Serie
- 2000 -- Special Edition Snare, Messingkessel (Hardware vom S-Class Pro und Delite)
- 2001 – Giant-Step
- 2006 – S-Classix
- 2006 – SQ2-Serie
- 2010 – Smart Force, Essential Force, Select Force, Extreme Force, Ascent (Buche)
- 2012 – ProLite
- 2013 – Birch Infinite Special Edition
- 2015 – Vintage Series
- 2017 – SQ1-Serie, AQ2 Serie, 3D Konfigurator für SQ² Custom Drum System
- 2018 – AQ1 Serie

## Bekannte Benutzer von Sonor (Auswahl)
- Danny Carey
- René Creemers
- Mikkey Dee (Motörhead, Scorpions)
- Jack DeJohnette
- Wim de Vries
- Christian Eigner
- Benny Greb
- Gavin Harrison (Porcupine Tree, King Crimson)
- JoJo Mayer
- Nicko McBrain (Iron Maiden)
- Jost Nickel
- Adam Nussbaum
- Pola Roy (Wir sind Helden)
- Phil Rudd (AC/DC)
- Steve Smith (Journey)
- Ed Thigpen
- Shannon Leto (30 Seconds to Mars)
- Meg White (The White Stripes)